# Gil Álvarez de Albornoz
Gil Álvarez Carillo de Albornoz, Egidio Albornoz (ur. między 1295 a 1310 w Cuenca, zm. 23 sierpnia 1367 w Bonriposo koło Viterbo) – kardynał hiszpański. 

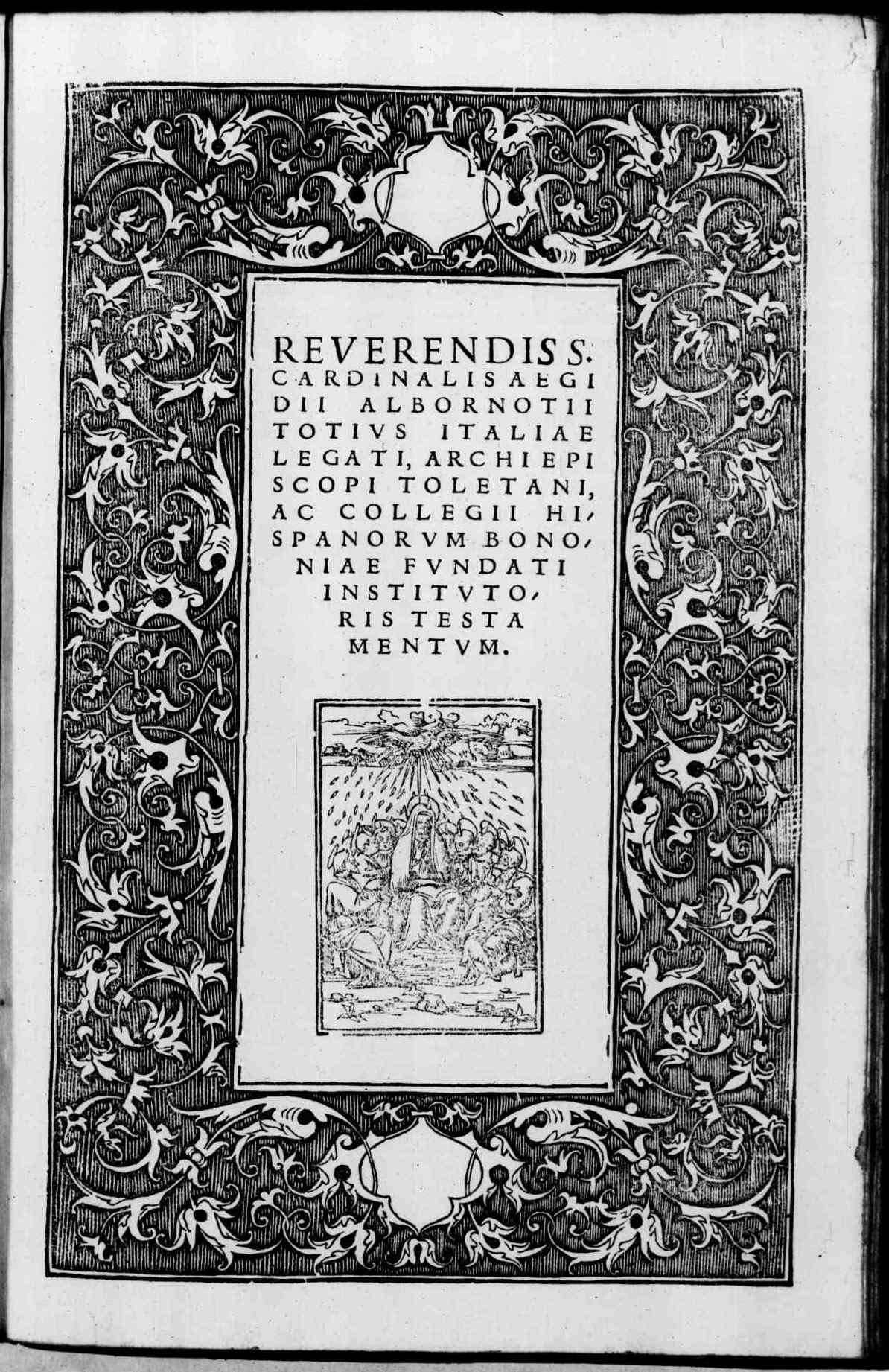
Testamentum, 1533

## Życiorys
Pochodził z rodu spokrewnionego z dynastiami panującymi w Leon i Aragonii. Studiował prawo w Tuluzie. Był doradcą i jałmużnikiem króla Kastylii Alfonsa XI, archidiakonem Calatravy, od 1338 arcybiskupem Toledo. Uczestniczył także w wyprawach wojennych. W 1350 opuścił Kastylię po wstąpieniu na tron Piotra I. Przeszedł wówczas na służbę papieską (już kilka lat wcześniej miał kontakt z kurią w sprawach planowanej krucjaty) i odebrał z rąk Klemensa VI nominację kardynalską z tytułem prezbitera San Clemente. Około 1353 został wielkim penitencjariuszem, a w grudniu 1355 kardynałem biskupem Sabiny. Uczestniczył w konklawe 1352.
Od 1353 był z przerwami legatem w Rzymie. Ogłosił tzw. Constitutiones Aegidianae (Konstytucje egidiańskie), które porządkowały stosunki prawne na terenie Państwa Kościelnego, podzielonego na siedem części, na czele których miał stać rektor. Przygotowywał powrót papieża Urbana V do Rzymu po kilkudziesięcioletniej rezydencji papieskiej w Awinionie. Tuż przed śmiercią przyjmował Urbana V w Viterbo.